# Dmusy
Dmusy [pronunciación en polaco: /ˈdmusɨ/] (en alemán: Dimussen) es un pueblo ubicado en el distrito administrativo de Gmina Białun Piska, dentro del Condado de Pisz, Voivodato de Varmia y Masuria, en Polonia del norte. Se encuentra aproximadamente a 10 kilómetros al noreste de Białun Piska, a 27 kilómetros al este de Pisz, y a 113 kilómetros al este de la capital regional Olsztyn.
Antes de 1945, el área fue parte de Alemania (Prusia Oriental).
El pueblo tiene una población de 140 habitantes.